# Риджал, Наджендра Прасад
Наджендра Прасад Риджал (непальск. नगेन्द्रप्रसाद रिजाल; 20 апреля 1927, Чанг-Аманг, район Дханкута, зона Коси, Королевство Непал — 23 сентября 1994) — непальский государственный деятель, премьер-министр Непала (1973—1975 и 1986).

## Биография
Выходец из семьи крупного землевладельца. Окончил Бенаресский университет в Индии.
В 1950 году вступил в партию Непальский конгресс.
После переворота 1960 года выступил в поддержку новой, панчаятской системы. В 1962 году избран в Национальный панчаят (парламент).
- В 1965—1967 годах — занимал несколько министерских должностей.
- В 1967—1968 и в 1972—1973 годах — председатель Национального панчаята,
- В 1973—1975 и в 1986 году — премьер-министр и министр по делам королевского двора Непала. На этом посту внёс значительный вклад в улучшение положения крестьян и беднейших слоев населения. Проводил политику укрепления индуизма.

Избирался президентом Всемирной индуистской федерации.